# Goldfieldite
La goldfieldite è un minerale.